# 원명국사
원명국사 징엄(圓明國師 王澄儼, 1090년 ~ 1141년 5월 28일(음력 4월 21일))은 고려의 왕자이자 화엄종 승려이다. 숙종과 명의왕태후 유씨의 셋째 아들이며, 예종의 친동생이다.

## 생애

### 탄생과 불교 입문
1090년(선종 7년), 당시 국왕이었던 선종의 아우이자, 문종의 아들인 계림공(숙종)과 부인 유씨(명의왕후)의 셋째 아들로 태어났다. 첫 이름은 징길(澄佶)이었으나 이후 송 휘종의 이름인 '길(佶)'자를 피휘하기 위해 징엄(澄儼)으로 바꾸었다. 어렸을 때 금과 옥으로 만든 진귀한 장난감을 앞에 두고도 탐내지 않아하였다.
1095년 아버지 계림공이 왕으로 즉위하자 왕자의 신분이 되었으며, 1097년(숙종 2년), 8세 때 흥왕사에 있는 숙부 의천에게 가서 의탁하였고 다음해인 1098년(숙종 3년)에 명경전 앞에서 머리를 깎고 승려가 되었다. 이후 불일사에서 구족계(승려가 지켜야 할 계율)를 받았다.

### 승려 시절
1102년(숙종 7년), 숙종의 명을 받고 중광사의 주지가 되었다. 1105년(숙종 10년) 승통이 되었으며 복세(福世)라는 호를 하사받았다. 예종 시대에는 홍원사와 개태사, 귀신사 등의 주지를 지냈다. 1118년(예종 13년), 흥왕사의 주지가 되었다가 다음해에 병으로 사임하였다. 이후 숭선사에 거주하다가 귀신사의 주지를 맡았고 이후 귀신사에 머물렀다.
1122년(인종 즉위년), 인종이 즉위하자 5교 도승통이 되었으나, 이자겸의 횡포를 보고 귀신사로 물러났다. 1131년(인종 9년), 인종이 원명국사를 서울로 불러와 흥왕사에 머물게 하였으며 황숙으로 존경하여 돈독히 예우하였다.

### 입적
1141년(인종 19년) 4월 21일 입적하였다. 입적 후 원명국사(圓明國師)에 추증되었다. 4월 28일, 흥왕사 서쪽의 천덕산 남쪽 기슭에 화장하였고 이후 유골을 수습하여 승천부 약산촌 북쪽 언덕에 안장하였다. 예부시랑 권적(權適)이 왕명을 받아 원명국사의 묘지명을 지었다.
 
명(銘)하여 이른다.
왕궁에서 태어나, 부처의 땅으로 들어가니
▨▨▨ 모두가 온전한 덕이네.
일승(一乘)을 받들어 나라 사람들을 복되게 하였으나
하늘이 바로잡아 주지 않아, 그 본래의 모습으로 돌아갔네.
▨무상(無常) ▨▨▨
손가락 한 번 튕기는 순간에 삼세(三世)를 다 갖추었다.
무덤이 좋은 곳에 자리하여, 영혼도 편안히 노닐 것이니

한 점 티끌 같은 세상 속에서 커다란 열반(涅槃)을 이루도다.— 원명국사 묘지명, 권적 지음